# Athanase IV d'Antioche
Athanase IV (né Athanase Dabbas) fut patriarche orthodoxe d'Antioche et de tout l'Orient entre 1686 et sa mort en 1724.
Il fut en concurrence avec Cyrille III, de la famille Zaïm, soutenu par le pacha de Damas. Un compromis intervint en 1694 : Cyrille prenait tout le patriarcat, sauf Alep (principale ville chrétienne), et s'installait à Damas, tandis qu'Athanase restait à Alep. À la mort de Cyrille, en 1720, Athanase fut reconnu comme unique patriarche.
Athanase IV est resté dans l'histoire comme l'un des pionniers de l'imprimerie dans les pays arabes : en 1704, il fit installer à Alep un atelier d'imprimerie dans lequel travailla Abdallah Zakher et qui produisit dix livres religieux (un psautier, un évangéliaire, un livre de prières, deux recueils d'homélies...) entre 1706 et 1711. Historiquement, ce furent les premiers livres imprimés en caractères arabes dans un pays arabe. 